# كلارنس هوبر
كلارنس هوبر (بالإنجليزية: Clarence Huber)‏ هو لاعب كرة قاعدة أمريكي، ولد في 27 أكتوبر 1895 في تايلر في الولايات المتحدة، وتوفي في 22 فبراير 1965 في لاريدو في الولايات المتحدة.

## وصلات خارجية
- كلارنس هوبر على موقعبيزبول رفرنس.كوم (الدوري الرئيسي) (الإنجليزية)
- كلارنس هوبر على موقعبيزبول رفرنس.كوم (الدوري الثانوي) (الإنجليزية)